# Überkopfverglasung
Hinweis: Dieser Artikel basiert auf veralteten Vorschriften! Siehe die Diskussionsseite.
Als Überkopfverglasung werden Verglasungen bezeichnet, die an mindestens zwei gegenüberliegenden Seiten durchgehend linienförmig gelagert sind und einen Neigungswinkel aus der Vertikalen von mehr als 10° aufweisen.
Genauer geregelt wurden solche Verglasungen in Deutschland in den „Technischen Regeln für die Verwendung von linienförmig gelagerten Verglasungen“ (TRLV). Diese Regeln sind zwischenzeitlich jedoch abgelöst von DIN 18008-2. 
Nach der abgelösten TRLV galt: Dachflächenfenster in Wohnungen und Räumen ähnlicher Nutzung mit einer Lichtfläche bis zu 1,6 m² [unbelegte Aussage!] und Verglasungen von Kulturgewächshäusern sind von der TRLV ausgenommen. Unter die TRLV-Vorschriften für Überkopf-Verglasung fallen Verglasungen mit einer Neigung >10° gegenüber der Vertikalen, wobei Verglasungen geringerer Neigung ebenfalls als Überkopfverglasungen einzustufen sind, wenn Belastungen erwartet werden, die nicht nur kurzzeitigen veränderlichen Einwirkungen unterliegen, z. B. durch Schneeanhäufung bei Shedddächern.
Bei Isolierglas ist die äußere Scheibe bei Überkopfverglasung entweder ein Floatglas oder ein randschichtgehärtetes Einscheiben-Sicherheitsglas (ESG), die innere ein Verbund-Sicherheitsglas (VSG). Die innere Scheibe muss die äußere im Bruchfall tragen können. Bricht auch die innere Scheibe, muss sie eine Resttragfähigkeit aufweisen, um genügend Zeit für das Bemerken des Schadensfalls und zum Austauschen der Scheibe zu gewährleisten.
Das Verbund-Sicherheitsglas für Überkopfverglasung wird häufig aus teilvorgespanntem Glas hergestellt, da dieses im Bruchfall durch die entstehenden größeren Glasstücke auch eine größere Resttragfähigkeit bietet.
Wenn keine Ansprüche an Wärmedämmung und Durchblick gestellt werden, können Überkopfverglasungen auch aus Betonglas hergestellt werden.